# Lydia Rabinowitsch-Kempner
Lydia Rabinowitsch-Kempner   (Kaunas, 22 d'agost de 1871 - Berlín, 3 d'agost de 1935) va ser un bacteriòloga i metgessa alemanya d'origen lituà, coneguda per la seva investigació sobre la tuberculosi i la salut pública. Va ser la segona dona a ser catedràtica a Prússia.
Lydia Rabinowitsch (Kempner era el cognom del seu marit) era la petita de nou germans en una família jueva benestant. Els nou van fer estudis universitaris, però, després del pogrom de 1881, es va fer mot difícil als jueus l'accés a la universitat i les dones ho tenien prohibit. Com altres noies de l'imperi rus i d'Alemanay, Rabinowitsch va anar a estudiar a Suïssa. Amb la idea de ser professora en alguna escola d'ensenyament secundari, va fer estudis de pedagogia, germanística i ciències naturals durant tres semestres a la Universitat de Berna. Després es va matricular a la Universitat de Zuric, on va poder estudiar botànica i microbiologia. El 1894 va doctorar-se amb la tesi «Contribucions a la història del desenvolupament dels cossos fructífers».
En acabar el doctorat, va ingressar a l'Institut de malalties infeccioses, on tingué per professor a Robert Koch en els seus estudis sobre les bactèries termòfiles i els ferments patògens. El 1896 fou professora extraordinària del "Woman's Medical College" de Filadèlfia, on al cap de poc temps fundà un Institut bacteriològic. El mateix any exercia de professora ordinària d'aquell centre docent, però durant l'estiu treballava en l'Institut Koch. Estudià la presència de la tuberculosi en la mantega, la infecciositat de la llet de les vaques tuberculoses i la reacció serosa en la tuberculosi humana i dels bòvids. Per encàrrec del propi Koch treballa, en col·laboració amb el seu espòs, sobre el Tripanosoma (Trypanosoma), i el 1902 passà a Odessa per a estudiar la epidèmia de pesta que assolava la ciutat.
En retirar-se Koch de l'Institut, Rabinowitsch-Kempner ingressà en l'Institut Patològic, de la Charité, llavors dirigit per Orth. En aquest es dedicà amb especialitat als treballs vers la tuberculosi humana i la del mico i dels animals domèstics i dels mitjans d'infecció de la mateixa. Lydia Rabinowitsch-Kempner fou una feminista decidida, havent fundat, en unió d'Elisa Neumann, l'Associació per al préstec sense interessos a les dones estudiants. Des de 1920 fou directora de la secció de Bacteriologia de l'hospital municipal de Moabit.

## Escrits
- Beitr. zur Entwickelungsgeschichte d. Fruchtkörper einiger Gastromyceten;
- Ueber d. Vorkommen v. Tuberkelbazillen in Eutter und Milch;
- Ueber d. Infektiosität d. Milch tuberkulöser Kühe;
- Ueber d- Serumreaktion b. d. Tuberkulose d. Mensch. und Rinder, Monographie über d. Geflügelit, berkulose, en col·laboració amb Max Koch.[3]